# Geografia das Maldivas
Localizada no Oceano Índico, no sul da Ásia, a República das Maldivas possui 298 km² de área e é formada por cerca de 1.200 ilhas de coral, das quais 200 são habitadas. Agrupadas em 26 atóis, têm relevo baixo e plano.
As Maldivas detém o recorde do país mais plano do mundo, com uma altitude máxima de apenas 2,3 metros. Embora haja relatórios acerca da ameaça que a subida do nível do mar constitui para as ilhas, em décadas recentes o nível do mar tem, de fato, baixado.
Por conta do maremoto no Oceano Índico em 2004, um tsunami fez com que partes das Maldivas ficassem submersas e muitas pessoas ficassem sem casa. Depois do desastre, os cartógrafos planejam redesenhar os mapas das ilhas devido às alterações causadas pelo tsunami. Tanto a população quanto o governo estão preocupados com a possibilidade de as Maldivas acabarem por desaparecer do mapa.